# Spoy (Côte-d'Or)
Spoy is een gemeente in het Franse departement Côte-d'Or (regio Bourgogne-Franche-Comté) en telt 244 inwoners (1999). De plaats maakt deel uit van het arrondissement Dijon.

## Geografie
De oppervlakte van Spoy bedraagt 12,3 km², de bevolkingsdichtheid is 19,8 inwoners per km².
De onderstaande kaart toont de ligging van Spoy (Côte-d'Or) met de belangrijkste infrastructuur en aangrenzende gemeenten.

## Demografie
Onderstaande figuur toont het verloop van het inwonertal (bron: INSEE-tellingen).